# مانجو (حلوى)
مانجو (باليابانية: 饅頭, まんじゅう) هي تعد أحد أنواع الواغاشي (حلويات يابانية).